# جک بارت (بازیکن فوتبال)
جک بارت (انگلیسی: Jack Barrett; April qtr 1874 – January qtr 1934 (Aged 59)) بازیکن فوتبال اهل بریتانیا بود.
از باشگاه‌هایی که در آن بازی کرده‌است می‌توان به باشگاه فوتبال ساوت‌همپتون اشاره کرد.